# Жестев, Михаил
Михаил Жестев (настоящее имя — Марк Ильич Левинсон; 19 октября 1902, Креславль, Витебская губерния — 1983) — советский и российский прозаик, очеркист, журналист.

## Биография
До 1924 года обучался на факультете хозяйства и права Саратовского университета. С 1928 года — сотрудник газеты «Ленинградская правда». Печатался в ряде газет и журналов, в частности, журнале «Звезда» и новгородской газете «Звезда».

## Творчество
Автор очерковых книг и романов, главная тема которых — события, происходившие в жизни деревни в начале 1930-х и наши дни, судьбы крестьянских семей, вовлеченных в поток событий современности, в том числе:
- «День великих работ» (1929),
- «Люди на стенде» (1931),
- «Годы и люди» (1932),
- «Новеллы о чувствах»,
- «Деревенские очерки» (1947),
- «Земля моя» (1949)
- «Шелонь» (роман)
- «Золотое кольцо» (роман, 1933)
- «Татьяна Тарханова» (роман, 1962),
- «Глинские пороги» (повесть, 1967),
- «Сестры» (1978) и др.

В 1930-х годах М. Жестев начал писать для детей.
- сборники рассказов:
  - «На земле колхозной» (1950),
  - «Открытие» (1951),
- «Оленька» (повесть, 1954)
- «Приключения маленького тракториста» (1957). По мотивам этой повести Жестева режиссёр Татьяна Лукашевич в 1962 году сняла фильм «Ход конём» с актером Савелием Крамаровым в одной из главных ролей.
- «Лето без каникул» (1968),
- «Незримые корни» (1971),